# Septembre
Pour les articles homonymes, voir Septembre (homonymie).
août octobre
Septembre est le neuvième mois des calendriers grégorien et julien.
Son nom vient du latin september (de septem, sept) car il était le septième mois de l’ancien calendrier romain.
Le mois de septembre est le premier mois de l’automne dans l’hémisphère nord et le premier mois du printemps dans l'hémisphère sud ; l’équinoxe a lieu le 21, le 22, le 23 ou le 24 septembre.

## Historique

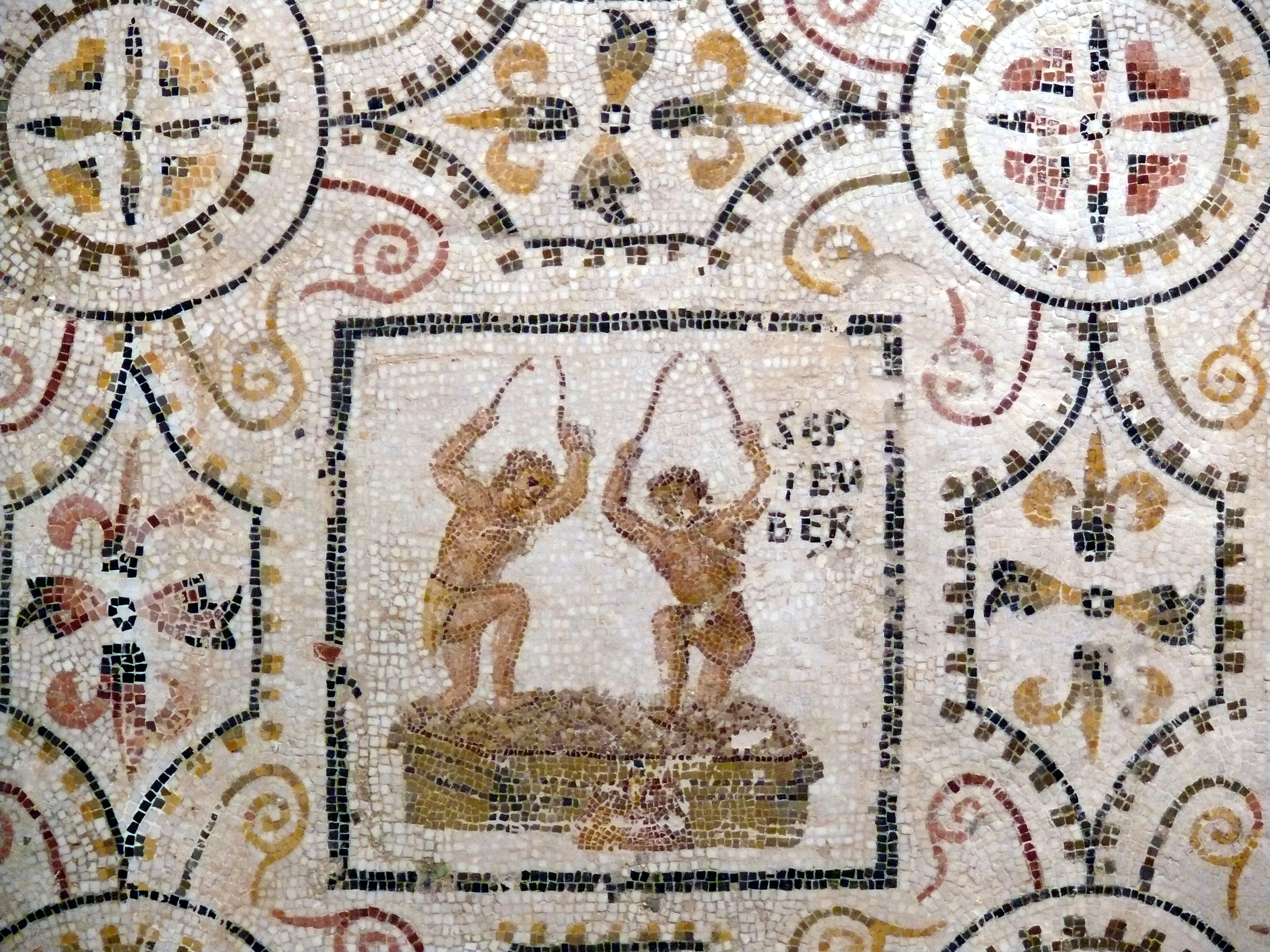
Une mosaïque du « calendrier d'El Djem » conservée au musée de Sousse. Cette œuvre datée de 230 après J.-C. représente dans une province romaine d'Afrique un travail saisonnier en septembre, le foulage du raisin : deux fouleurs se tiennent à des cordes pour ne pas glisser.

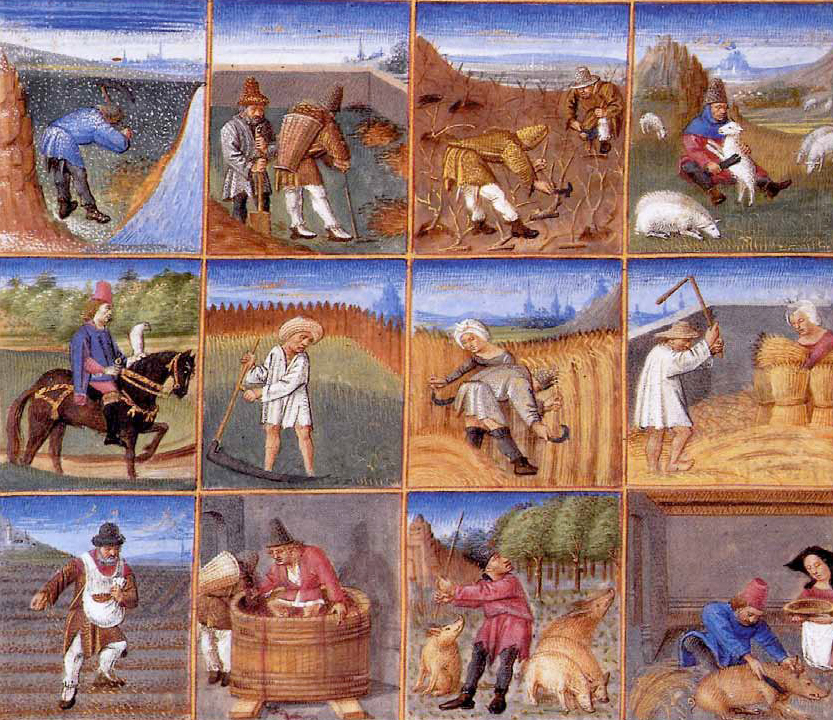
Dans le Ruralium commodorum opus de Pierre de Crescent, premier traité d’agriculture écrit depuis l’Antiquité, le mois de septembre est symbolisé par les semailles avec un paysan portant un tablier de semailles.

À l’origine dans le calendrier romain dit romuléen qui comprend dix mois, septembre (en latin september, de septem, sept et du suffixe bris provenant peut-être du latin ber « porter », ou de l'expression ab imbre, « après les neiges ») est le septième mois de l'année. Les Romains ayant pris l'habitude de personnifier et de déifier tous les faits qu'ils ont du mal à expliquer (tel le cycle annuel), ils rangent d'un côté les « bons » dieux, et de l'autre les « mauvais » dieux, et prennent soin de se mettre sous la protection des premiers, pour se préserver des seconds. Ainsi dans ce calendrier romain, seuls les quatre premiers mois de l'année portent (ou se rapportent) à des dieux protecteurs, dont trois sont en réalité des déesses : Martius (mois de mars) consacré au dieu romain Mars, Aprilis (mois d'avril) consacré à Aphrodite, Maius (mois de mai) en l'honneur de Maia, Iunius (mois de juin) en l'honneur de Junon. Les autres mois avaient-ils moins de valeur que les précédents aux yeux des Romains ou, comme le pense Thomas George Tucker (en), en raison de l'importance accordée aux quatre premiers mois qui commandent la planification des travaux agricoles ? Toujours est-il que les six derniers mois ne sont à cette époque désignés que par le chiffre qui les place et qui permet de les distinguer dans le cours de l'année : Quintilis pour le cinquième mois, Sextilis pour le sixième, September pour septième, October pour le huitième, November pour le neuvième, December pour le dixième. Dans ce contexte, mars est le premier mois de l’année romaine pour honorer le fondateur de Rome Romulus dont le père était le dieu Mars mais également pour honorer le dieu agricole et guerrier : cette divinité romaine préside au printemps, au retour des beaux jours favorables à l'agriculture, et inaugure dans le calendrier la nouvelle année qui met un terme à la trêve militaire traditionnelle ouverte d'octobre à la fin février. Selon les traditions relatées par les auteurs latins (Ovide, Varron), le calendrier passe à 12 mois, soit sous Numa Pompilius, soit sous les decemviri vers 450 av. J.-C. et janvier devient le premier mois de ce calendrier dit pompilien afin de rapprocher le début d'année du solstice d'hiver qui met fin à la saison morte et amorce le renouveau solaire. Cependant, les années romaines sont identifiées par la date d'élection des deux consuls, qui prennent leurs fonctions le 1er mai et le 15 mars avant 153 av. J.-C.. Le début de l'année consulaire est fixé au 1er janvier lors de la mise en place du calendrier julien en 45 av. J.-C., Jules César le faisant commencer non précisément au solstice d'hiver mais seulement au jour de la nouvelle lune qui suivait directement celui-ci, afin de s'accommoder de la mentalité des Romains, accoutumés à l'année lunaire.
Au Moyen Âge, les pays de la chrétienté utilisent le calendrier julien et commencent la numérotation de l'année à une fête religieuse importante, le 25 décembre (style de la Nativité de Jésus), le 25 mars (style florentin ou style de l'Annonciation), voire à Pâques (style de Pâques) comme dans certaines régions françaises. Cependant, les calendriers médiévaux continuent à afficher les années selon la coutume romaine, en douze colonnes allant de janvier à décembre. Dès le haut Moyen Âge, les autorités religieuses prévoient les temps liturgiques où il est interdit de célébrer le mariage : cela va, selon les régions, depuis l'Avent jusqu'à l'octave de l'Épiphanie du Seigneur, de la Septuagésime à l'octave de Pâques, du dimanche avant les Rogations au septième jour après la Pentecôte, si bien que le mois de septembre, comme celui d'octobre est une période privilégiée pour les mariages. En France, janvier s'impose comme le 1er mois lorsque le roi Charles IX décide, par l’Édit de Roussillon en 1564, que l’année débuterait désormais le 1er janvier. Le pape Grégoire XIII étend cette mesure à l'ensemble de la chrétienté avec l'adoption en 1582 du calendrier grégorien qui se met en place progressivement dans les États catholiques, lentement dans le reste du monde (la Turquie n'adopte cette réforme qu'en 1926). Mais même dans les pays chrétiens, l'application de cette réforme reste très inégale. Ainsi pendant plusieurs siècles, il n'est pas rare que deux villages voisins puissent fêter Noël à des semaines d'intervalle, ou que des paysans se révoltent contre les jours de qu'on leur avait « volés » en ajustant le calendrier. En France, l'ordre des quatre derniers mois de l'année du calendrier est en partie conservé dans l’écriture courante des actes jusqu'à la Révolution et même au cours du XIXe siècle : VIIbre, 7bre ou 7bre (septembre), VIIIbre, 8bre ou 8bre (octobre), IXbre, 9bre, 9bre ou 9bre (novembre), Xbre ou 10bre (décembre). L'étymologie latine du mois de septembre rappelle encore aujourd'hui l'ordre que ce mois tenait dans l'année du calendrier dit pompilien : désormais en neuvième position, il était ainsi « le septième » de l'année.

## Activités sociales
Dans de nombreux pays de l'hémisphère nord, septembre est traditionnellement le premier mois de l’année scolaire après les congés estivaux annuels. Outre cette rentrée scolaire, c'est aussi, pour la France, le mois de la seconde session des examens de fin d’année et des admissions à la suite des concours d’entrée des écoles.
Dans les pays occidentaux qui regroupent les principales vacances scolaires en été, septembre est le mois de la reprise du travail. Comme celui de janvier, il est également centré sur les problèmes domestiques, et la sociabilité extérieure au foyer se réduit beaucoup, sauf à l'occasion des mariages de plus en plus fréquents malgré l'absence de jours fériés. Dans la seconde quinzaine de septembre, naissent les enfants conçus la nuit de la Saint-Sylvestre.
C'est aussi le mois de la cueillette des fruits enfin mûrs, des vendanges, des premiers champignons et celui de l'ouverture de la chasse en France. Traditionnellement, on prépare l'hiver en faisant des confitures.

### Célébrations
Les célébrations à date fixe sont recensées dans la section célébrations des éphémérides de septembre ci-dessus.
Le 2e samedi de septembre a lieu la journée mondiale des premiers secours, le 3e week-end les journées européennes du patrimoine.
Durant la dernière semaine de septembre se déroulent la journée maritime mondiale et la journée mondiale des sourds. Au dernier dimanche de septembre est célébré la journée mondiale des rivières.
Aux États-Unis, le mois du patrimoine hispanique national (en) qui a lieu du 15 septembre au 15 octobre, témoigne de la contribution des Hispaniques et Latino-Américains à la culture américaine.
Aux États-Unis et au Canada, le Labor Day (ou fête du Travail) est célébré le premier lundi de septembre. La fête des grands-parents a lieu le premier dimanche de septembre suivant la fête du travail.
La journée du respect pour les personnes âgées (敬老の日, Keirō no hi) est un jour férié au Japon, célébré le troisième lundi du mois de septembre, afin de créer un long week-end.
En Colombie, « El día del amor y de la amistad » (le jour de l'amour et de l'amitié) se déroule le troisième samedi du mois de septembre.
L’Oktoberfest, connue dans les pays francophones sous le nom de fête de la bière, se déroule à Munich en Allemagne. De nos jours, elle commence le premier samedi de la deuxième quinzaine de septembre à midi exactement.

## Toponymie
De nombreuses voies, places ou sites de pays francophones contiennent une date de ce mois dans leur nom (cf. la liste des toponymes correspondants).

## Religions et mythologies

### Religion catholique
Dans la religion catholique, le mois de septembre est dédié à Notre-Dame des Douleurs.

### Fêtes religieuses romaines
En septembre avaient lieu plusieurs fêtes religieuses romaines : Furies, Grands jeux romains…

## Traditions et superstitions
Comme dans certains rituels de sorcières, le jour de l'équinoxe est un jour très puissant pour les pratiquants des sciences occultes.

### Astrologie
Le mois de septembre commence dans le signe zodiacal de la Vierge et se termine dans celui de la Balance à partir du 23 septembre.

### Dictons du mois et interprétations

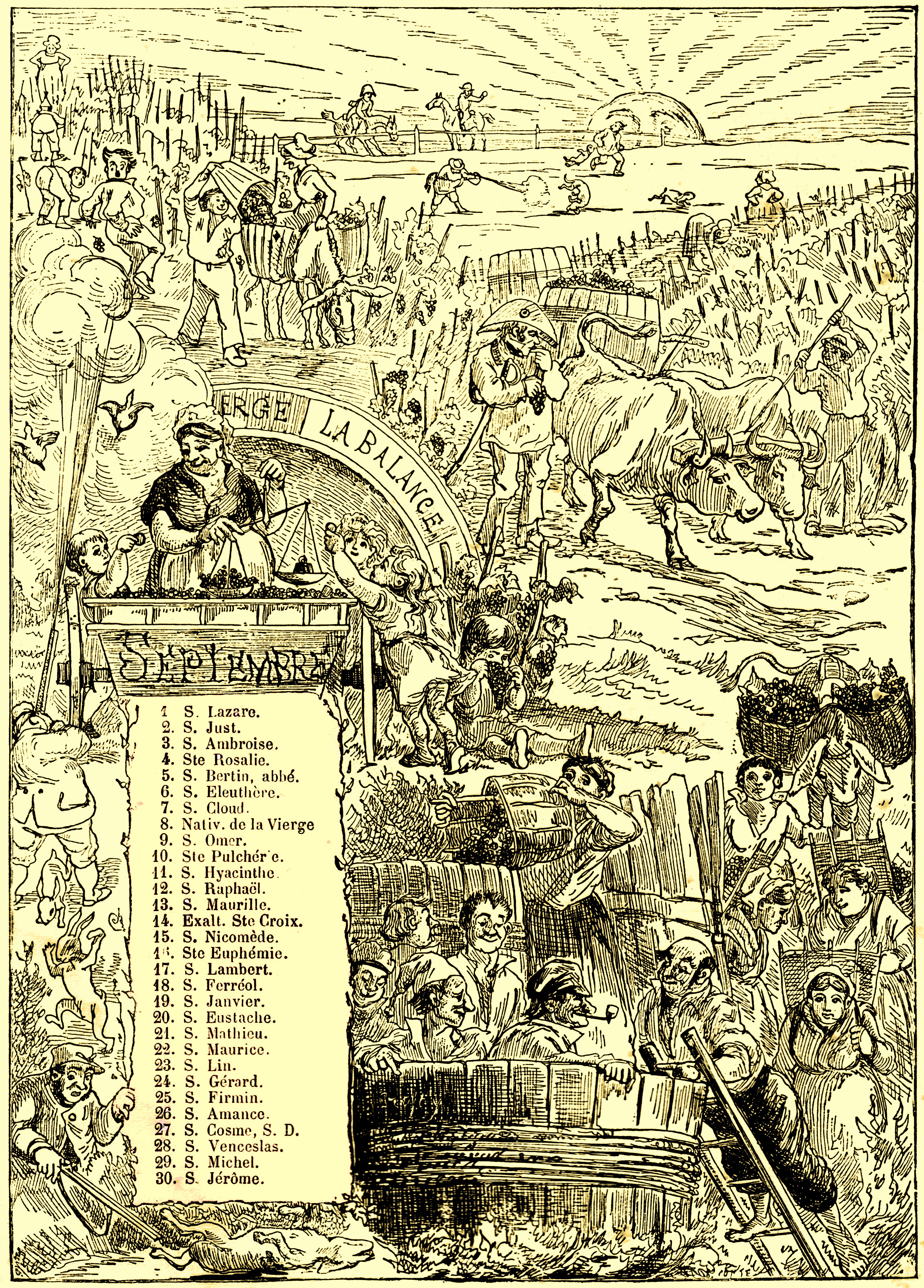
Vendange et chasse en septembre à la fin du XIXe siècle

Ces dictons traditionnels, parfois discutables, ne traduisent une réalité que pour les pays tempérés de l'hémisphère nord.
- « Septembre nous produit le plus délectable des fruits », « Juillet doit rôtir ce que septembre mûrira », « Septembre voit mûrir des fruits savoureux », « en septembre, le raisin et la figue pendent », « en septembre se coupe ce qui pend. »

Le mois de septembre voit la maturité de nombreux fruits (pommes, poires, prunes, noisettes, mûres..).
- « Septembre humide, pas de tonneau vide » (dicton de l'Aunis), « Pluie de septembre, joie du paysan », « En Septembre, pluie fine est bonne pour la vigne », « En septembre, la bruine, est toujours bonne à la vigne. »

Un mois de septembre pas trop sec favorise la quantité de la vendange.
- « Septembre emporte les ponts, ou tarit les fontaines », « Le coq en septembre chantant la matinée, annonce une abondante rosée. »

La pluviosité du mois de septembre peut être très différente d'une année à l'autre, sur le territoire métropolitain français.
- « En septembre si trois jours il tonne, c'est un nouveau bail pour l'automne », « Lorsque beaucoup d'étoiles filent en septembre, les tonneaux sont trop petits en novembre », « Orages de septembre, neiges de décembre », « Forte chaleur en septembre, à pluie d'octobre il faut s'attendre. »

Un mois de septembre orageux annonce la proximité d'une météo automnale et hivernale.
- « En septembre, si tu es prudent, achète grains et vêtements » (dicton de Charente), « Pluie de septembre travaille, à la vigne et à la semaille », « Beau septembre finit d'emplir les chambres[27] », « En septembre, le fainéant peut aller se pendre », « En septembre, il fait bon être tout le jour dans la campagne. »

Au mois de septembre, il faut se préparer aux semailles et vendanges d'automne mais aussi aux froids de l'hiver.
- « L'hirondelle en septembre abandonne le ciel refroidi de l'automne. »

En septembre, les oiseaux migrateurs prennent leur envol pour passer l'hiver dans des régions plus douces.
- « Hâle de Mars, pluie d'Avril, rosée de Mai, font d'août et septembre les plus beaux mois de l'année », « Bel automne vient plus souvent que beau printemps. »

La météo de l'arrière saison est souvent plus agréable que celle du printemps.
- « Septembre en sa tournure, de mars fait la figure », « Septembre est le mars de l'automne », « Septembre se nomme le mai de l'automne », « Septembre est souvent comme un second et court printemps. »

Mais par quelques phénomènes (orages, giboulées..) la météo de l'automne rappelle celle du printemps.
- "Septembre se présente souvent comme un second et court printemps"

## Particularités
Chaque année, septembre commence le même jour de la semaine que décembre.
La Seconde Guerre mondiale a débuté le 1er septembre 1939 et s'est achevée le 2 septembre 1945.[non pertinent]